# Цянь Сюэсэнь
Цянь Сюэсэ́нь (кит. упр. 钱学森, пиньинь Qián Xuésēn, У.—Дж. Chien Hsüeh-sen; 11 декабря 1911 — 31 октября 2009) — китайский учёный, ключевая фигура в создании межконтинентальных баллистических ракет, участник космической программы США и основоположник космической программы Китая. Проживая в США, подписывал свои работы как Hsue-shen Tsien (имя перед фамилией), поэтому в документах НАСА на него обычно ссылаются как на H.S. Tsien

## Биография

### Происхождение
Цянь Сюэсэнь происходил из семьи Цянь (кит. 钱, значение иероглифа — «деньги»).
Согласно летописи империи Сун, фамилия Цянь ведёт своё происхождение от Цзи Чжуань Сюя, одного из Пяти императоров, через легендарного Пэн Цзу, основателя царства Пэн на территории провинции Цзянсу в период династии Шан. Один из сановников Династии Чжоу по имени Фу, являлся потомком Пэн Цзу и служил в царском казначействе Цяньфу («Денежное учреждение»). Его потомки приняли фамилию «Цянь», в буквальном смысле «деньги», от названия должности. Цянь Сюэсэнь был сыном министра просвещения в правительстве Гоминьдана

### Ранние годы и образование
Хотя предки Цянь Сюэсэня происходили с территории современного Ханчжоу провинции Чжэцзян, сам он родился в уезде Шанхай Сунцзянской управы провинции Цзянсу.
Цянь Сюэсэнь по первому образованию (Шанхайский университет транспорта) — инженер-железнодорожник. В 1934 году поступил в Нанкинский университет, где вскоре завоевал право поехать в США учиться. Окончил МТИ, получив звание магистра, а затем Калтех, получив степень доктора аэронавтики.

### Карьера в США
В 1940-х Цянь был в числе основателей Лаборатории реактивного движения. Является одним из авторов идеи ядерного авиационного двигателя, пилотируемых космических полётов, сверхскоростного пассажирского авиалайнера.
В ходе начавшейся в США в 1950-х «охоты на ведьм» ФБР обвинило Цяня Сюэсэня в «пособничестве коммунистам», ссылаясь на документ Коммунистической партии США 1938 года, содержавший его имя. Цянь был отстранён от секретных работ по ракетной тематике и фактически посажен под домашний арест. Через две недели учёный объявил о своём намерении вернуться в Китай, написал обращение к премьеру Госсовета КНР Чжоу Эньлаю и 17 сентября 1955 года отправился на родину.

### Возвращение в Китай
Прибыв в Китайскую Народную Республику, Цянь выступил инициатором разработки собственных баллистических ракет. Он возглавил китайскую космическую программу и стал известен как «отец китайской космонавтики». Подготовил плеяду китайских учёных, обеспечивших значительные успехи Китая в освоении космического пространства. В КНР Цянь играл важную роль в общественной жизни, был заместителем председателя ЦК и почётным председателем ЦК Демократической лиги Китая.
Академик Академии наук КНР (1957).
Похоронен на революционном кладбище «Бабаошань» в Пекине, в церемонии прощания приняли участие Ху Цзиньтао, Цзян Цзэминь, У Банго, Вэнь Цзябао, Цзя Цинлинь, Ли Чанчунь, Си Цзиньпин, Ли Кэцян, Хэ Гоцян и Чжоу Юнкан.

## Память
В честь него 4 августа 2001 года назван астероид (3763) Цяньсюэсэнь, открытый 14 октября 1980 г. в обсерватории Цзыцзиньшань.
25 мая 2011 года в честь Цянь Сюэсэня была выпущена почтовая марка КНР из серии «Современные учёные Китая» (кит. упр. 中国现代科学家), тиражом 11,8519 млн экземпляров. На ней изображён портрет Цянь Сюэсэня, ракета на старте и искусственный спутник Земли.
Имя «Цянь» носит китайский космический корабль в романе Артура Кларка «2010: Одиссея Два».

## Публикации
- Lin C. C., Reissner E., Tsien H. S. «On two-dimensional nonsteady motion of a slender body in a compressible fluid» // J. Math. and Phus. 1948. V. 27, No 3.